# Jabolci
Jabolci (makedonska: Јаболци) är en ort i Nordmakedonien. Den ligger i kommunen Sopište, i den centrala delen av landet, 14 kilometer sydväst om huvudstaden Skopje. Jabolci ligger 696 meter över havet och antalet invånare är 180.